# Inel

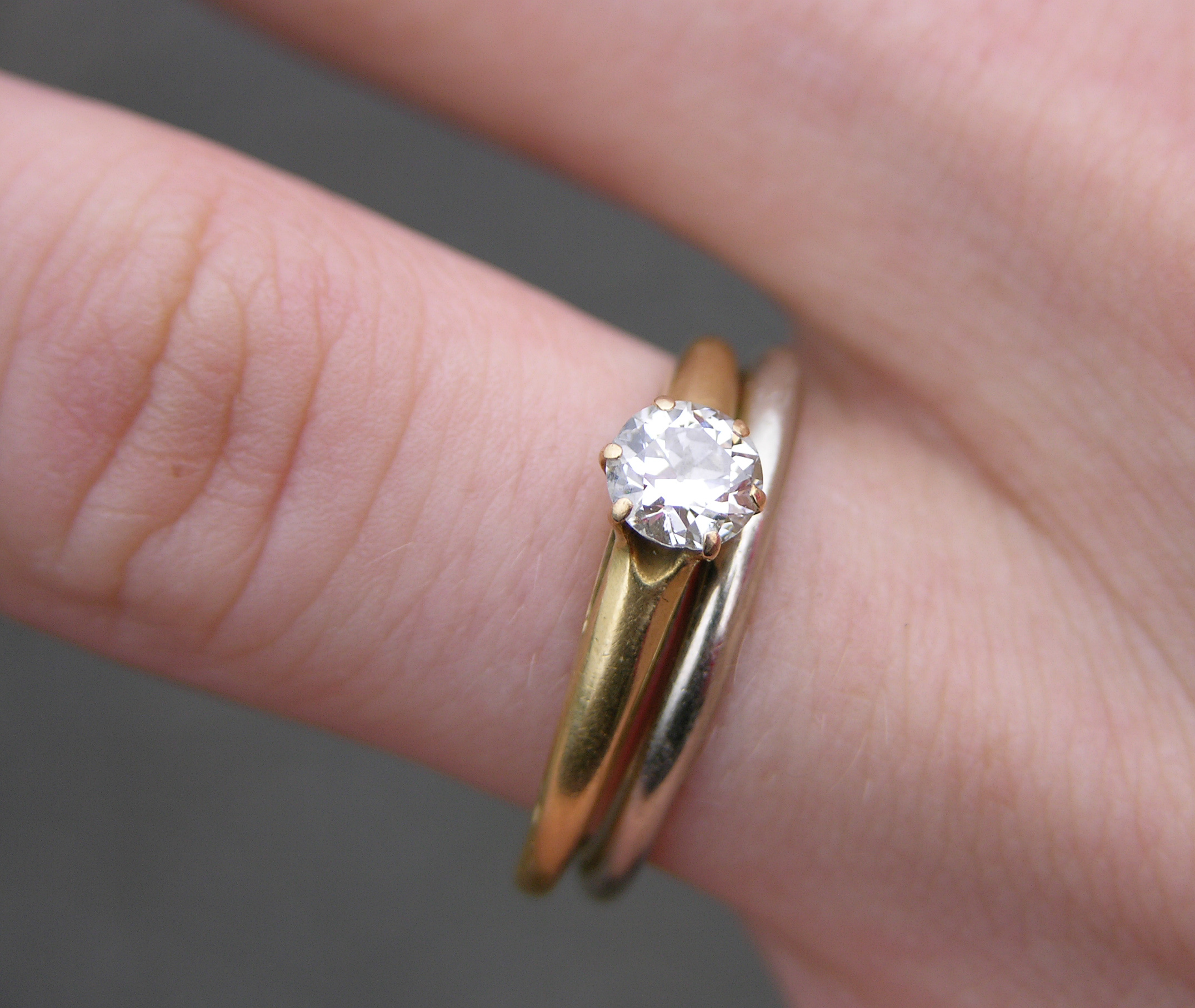
Inel și verighetă pe degetul inelar stâng

Un inel este un obiect decorativ purtat în jurul unui deget, de regulă ca bijuterie. S-au folosit și inele utilitare, ca inelele sigilare, folosite pentru aplicarea de sigilii. Verigheta este tot un inel, dar cu funcție și de formă specială.

## Etimologie
Substantivul din română inel este moștenit din latină anellus, anelli (în acuzativ singular: anellum).

### Inelul Pescarului
Inelul Pescarului este însemnul papalității pe care îl primește papa la începutul pontificatului său. Până în 1842, a avut și rolul de inel sigilar.

### Inel sigilar
Inelul sigilar este un inel cu funcție dublă: bijuterie și aplicarea de sigilii.

## Verighetă

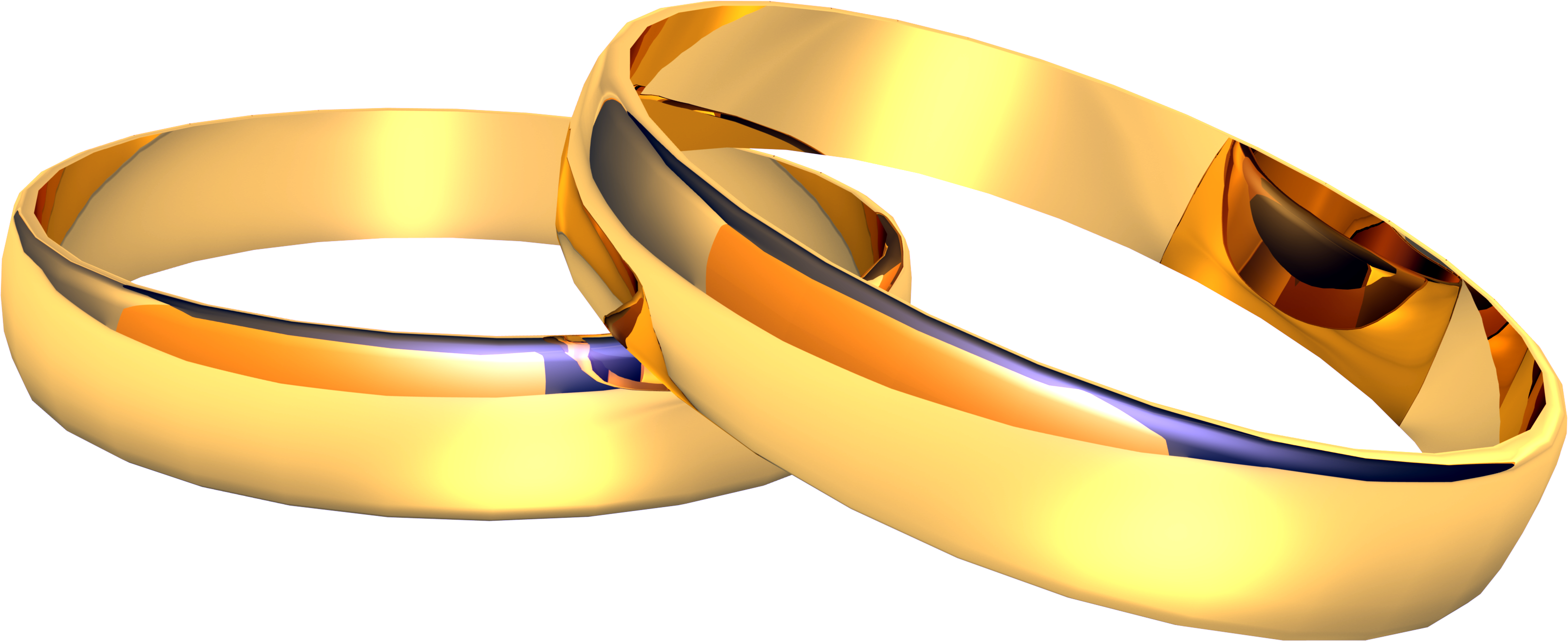
Pereche de verighete

Verigheta este un inel din platină, aur sau argint, simbol al legăturii dintre logodnici sau al uniunii contractate prin căsătoria a două persoane; verigheta  este purtată, de obicei, pe degetul inelar stâng (sau drept), denumit de aceea așa în mai multe limbi. 

### Etimologia substantivului verighetă
Substantivul românesc verighetă este un diminutiv al substantivului din română verigă, format cu ajutorul sufixului -etă.